# Macquigny
Macquigny est une commune française située dans le département de l'Aisne, en région Hauts-de-France.

## Géographie

### Localisation
Macquigny se situe à quelques kilomètres à l'ouest de l'agglomération de Guise, sur la route de Saint-Quentin. Elle est desservie par l'ex-route nationale 29 (actuelle RD 1029).

### Hydrographie
La commune est située dans le bassin Seine-Normandie. Elle est drainée par le canal de la Sambre à l'Oise, l'Oise, divers bras de l'Oise, le canal 01 de la commune de Macquigny, le canal du Moulin et divers bras de l'Oise,,.
L'Oise prend sa source en Belgique, à 309 mètres d'altitude, dans l'ancienne commune de Forges et se jette dans la Seine à 20 mètres d'altitude, au Pointil en rive droite et en aval du centre de Conflans-Sainte-Honorine dans le département des Yvelines. D'une longueur 341 kilomètres, elle est presque entièrement navigable et bordée de canaux sur 104 kilomètres. Les caractéristiques hydrologiques de l'Oise sont données par la station hydrologique située sur la commune d'Origny-Sainte-Benoite. Le débit moyen mensuel est de 12,3 m3/s. Le débit moyen journalier maximum est de 204 m3/s, atteint lors de la crue du 21 décembre 1993. Le débit instantané maximal est quant à lui de 214 m3/s, atteint le même jour.

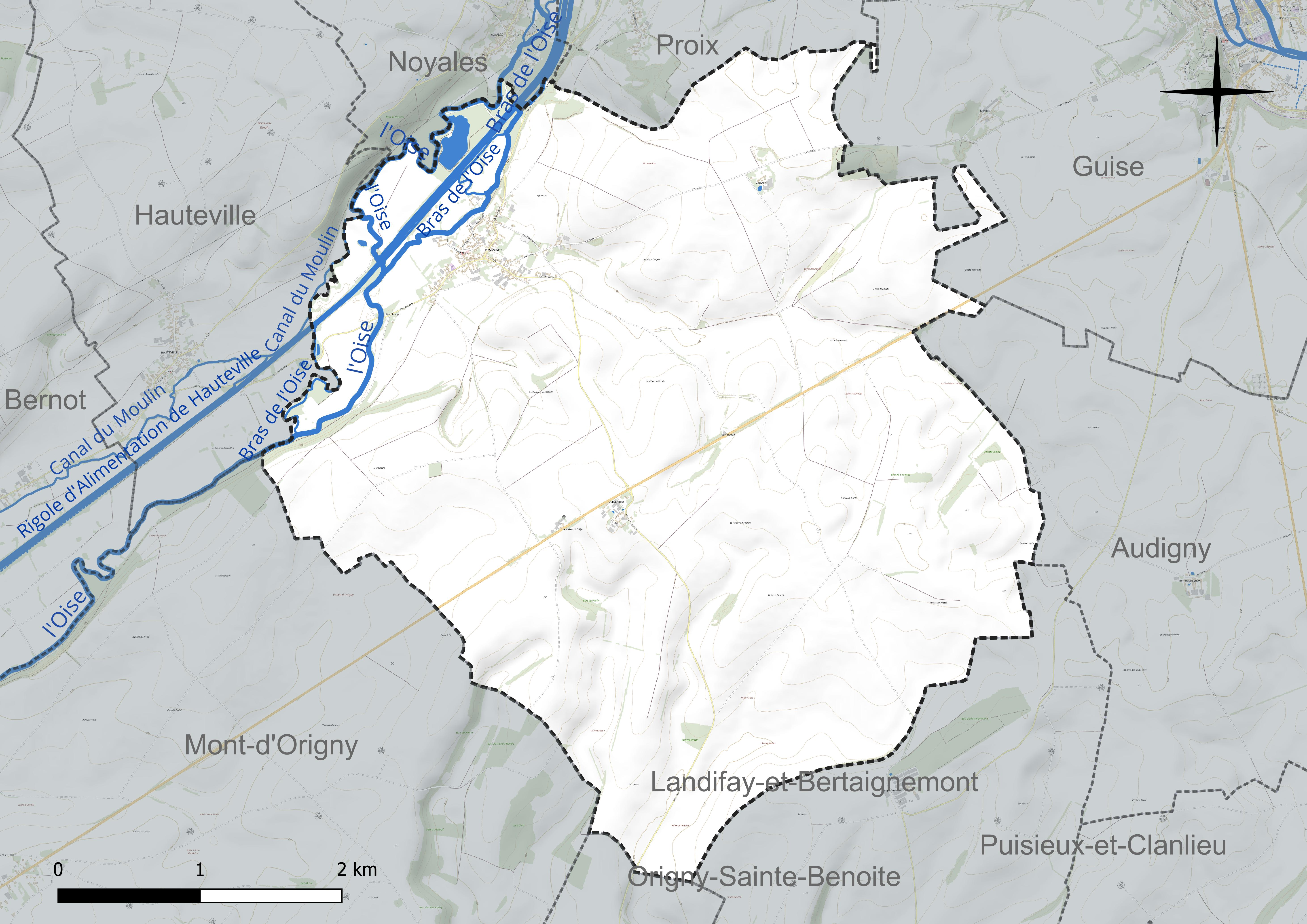
Réseau hydrographique de Macquigny.

Un plan d'eau complète le réseau hydrographique : le plan d'eau 1 de la commune de Macquigny (5 ha),.

### Climat
Pour des articles plus généraux, voir Climat des Hauts-de-France et Climat de l'Aisne.
En 2010, le climat de la commune est de type climat océanique dégradé des plaines du Centre et du Nord, selon une étude du CNRS s'appuyant sur une série de données couvrant la période 1971-2000. En 2020, Météo-France publie une typologie des climats de la France métropolitaine dans laquelle la commune est exposée à un climat océanique altéré et est dans la région climatique Nord-est du bassin Parisien, caractérisée par un ensoleillement médiocre, une pluviométrie moyenne régulièrement répartie au cours de l'année et un hiver froid (3 °C).
Pour la période 1971-2000, la température annuelle moyenne est de 10,3 °C, avec une amplitude thermique annuelle de 14,9 °C. Le cumul annuel moyen de précipitations est de 766 mm, avec 12 jours de précipitations en janvier et 9,1 jours en juillet. Pour la période 1991-2020, la température moyenne annuelle observée sur la station météorologique la plus proche, située sur la commune de Fontaine-lès-Clercs à 25 km à vol d'oiseau, est de 10,8 °C et le cumul annuel moyen de précipitations est de 683,4 mm,. Pour l'avenir, les paramètres climatiques de la commune estimés pour 2050 selon différents scénarios d'émission de gaz à effet de serre sont consultables sur un site dédié publié par Météo-France en novembre 2022.

## Urbanisme

### Typologie
Au 1er janvier 2024, Macquigny est catégorisée commune rurale à habitat dispersé, selon la nouvelle grille communale de densité à 7 niveaux définie par l'Insee en 2022.
Elle est située hors unité urbaine. Par ailleurs la commune fait partie de l'aire d'attraction de Guise, dont elle est une commune de la couronne,. Cette aire, qui regroupe 21 communes, est catégorisée dans les aires de moins de 50 000 habitants,.

### Occupation des sols
L'occupation des sols de la commune, telle qu'elle ressort de la base de données européenne d'occupation biophysique des sols Corine Land Cover (CLC), est marquée par l'importance des territoires agricoles (96,3 % en 2018), une proportion identique à celle de 1990 (96,3 %). La répartition détaillée en 2018 est la suivante : 
terres arables (92,5 %), prairies (3,8 %), forêts (2,2 %), zones urbanisées (1,5 %).
L'évolution de l'occupation des sols de la commune et de ses infrastructures peut être observée sur les différentes représentations cartographiques du territoire : la carte de Cassini (XVIIIe siècle), la carte d'état-major (1820-1866) et les cartes ou photos aériennes de l'IGN pour la période actuelle (1950 à aujourd'hui).

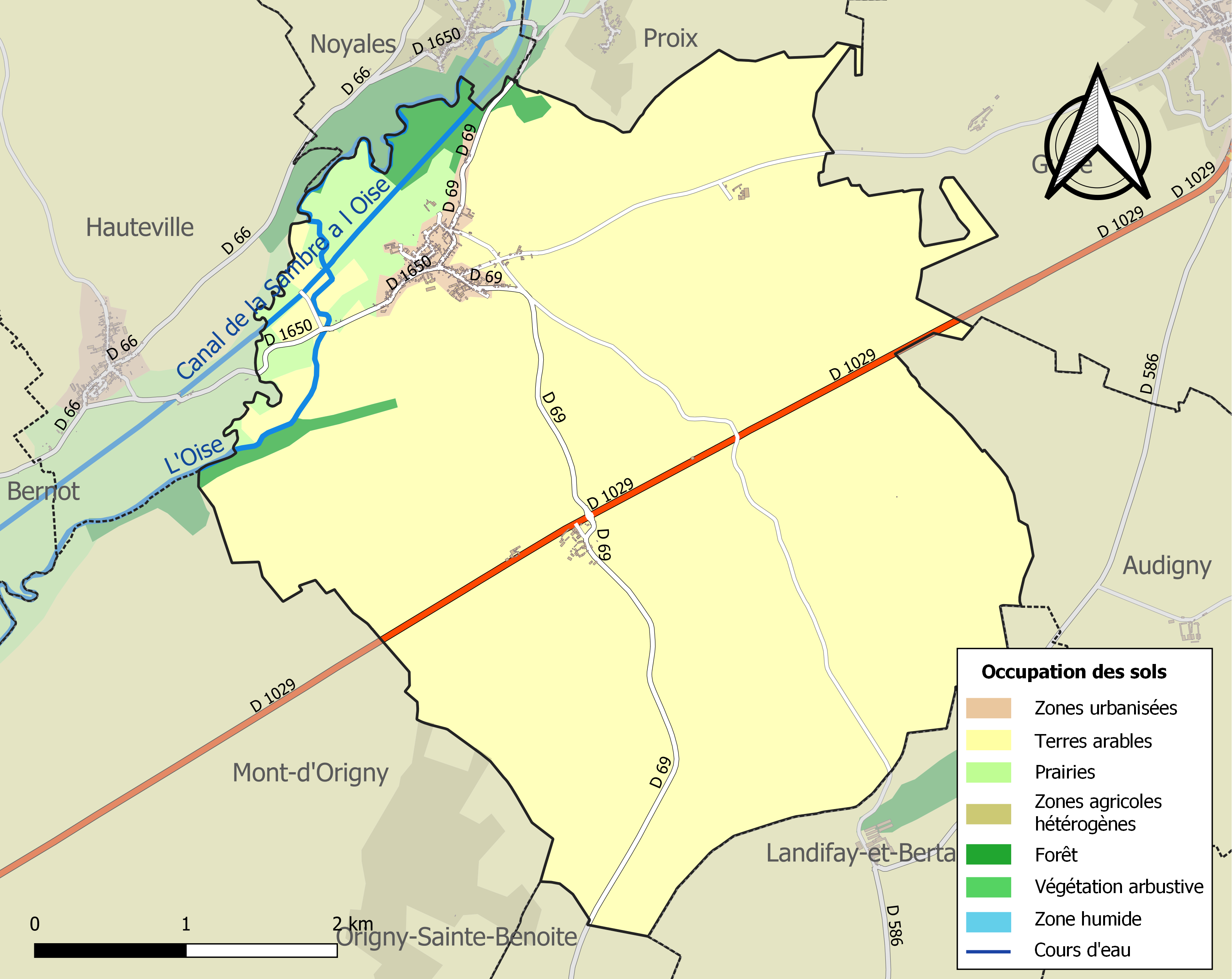
Carte de l'occupation des sols de la commune en 2018 (CLC).

## Toponymie
La localité est mentionnée sous le nom de Makignei dès 1130.

Le nom du village apparaît ensuite en 1137 sous l'appellation de Makegni puis Makigni l'année suivante dans un cartulaire de l'abbaye Saint-Martin de Laon. L'orthographe variera encore ensuite avec les dénominations latines : Makigniacum, Altare de Makegniaco, Macigniacus, Territorium Maquiniaci, Macugniacus, Parochia de Makigni. Enfin Maquigny en 1340 puis l'orthographe actuelle Macquigny vers 1750 sur la carte de Cassini,.

## Histoire

### Histoire
|  |  |  |

### Occupation des sols
L'occupation des sols de la commune, telle qu'elle ressort de la base de données européenne d'occupation biophysique des sols Corine Land Cover (CLC), est marquée par l'importance des territoires agricoles (96,3 % en 2018), une proportion identique à celle de 1990 (96,3 %). La répartition détaillée en 2018 est la suivante : 
terres arables (92,5 %), prairies (3,8 %), forêts (2,2 %), zones urbanisées (1,5 %).
L'IGN met par ailleurs à disposition un outil en ligne permettant de comparer l'évolution dans le temps de l'occupation des sols de la commune (ou de territoires à des échelles différentes). Plusieurs époques sont accessibles sous forme de cartes ou photos aériennes : la carte de Cassini (XVIIIe siècle), la carte d'état-major (1820-1866) et la période actuelle (1950 à aujourd'hui).

### Carte de Cassini
La carte de Cassini montre qu'au XVIIIe siècle, Macquigny  est une paroisse située sur divers bras de la rive gauche de l'Oise. Ce bras a été intégré au XIXe siècle au canal de la Sambre à l'Oise.
Un moulin à eau est représenté par une roue dentée sur la rivière. Un pont en pierre permettait au chemin de Saint-Quentin à Guise de franchir la rivière.
Au nord, les fermes de Saint-Martin et Ardecourt sont aujourd'hui disparues. Par contre, la ferme de Couvron et la célèbre ferme de La Jonqueuse, au bord de la route de Saint-Quentin à Guise sont encore bien présentes.
Une abbaye est créée vers 1141-1143. l'abbaye Notre-Dame d'Espinoy. Celle-ci s'est déplacée à Bohéries pour devenir l'abbaye de Bohéries de l'Ordre cistercien.

### Première Guerre mondiale
À la fin de la guerre, le  village a subi d'importantes destructions et a  été décoré de la Croix de guerre 1914-1918, le 23 janvier 1924.

### Passé ferroviaire du village
|  |  |  |  |  |

De 1874 à 1966, Macquigny a été traversé par la ligne de chemin de fer de Saint-Quentin à Guise. qui passait au nord-est du village près du canal de la Sambre à l'Oise où la gare fut construite.
Chaque jour, cinq trains s'arrêtaient dans chaque sens devant cette gare  pour prendre les passagers qui se rendaient soit à Saint-Quentin, soit à Guise (voir les horaires) .
A une époque où le chemin de fer était le moyen de déplacement le plus pratique, cette ligne connaissait un important trafic de passagers et de marchandises. 
La gare en bois avant 1914, fut détruite par les Allemands en 1918; elle a été reconstruite dans les années 1920 en brique avec un étage.
À partir de 1950, avec l'amélioration des routes et le développement du transport automobile, le trafic ferroviaire a périclité et la ligne a été fermée en 1966.
Les rails , les traverses et le ballast ont été vendus. Aujourd'hui, l'ancienne gare est devenue une habitation.

## Politique et administration

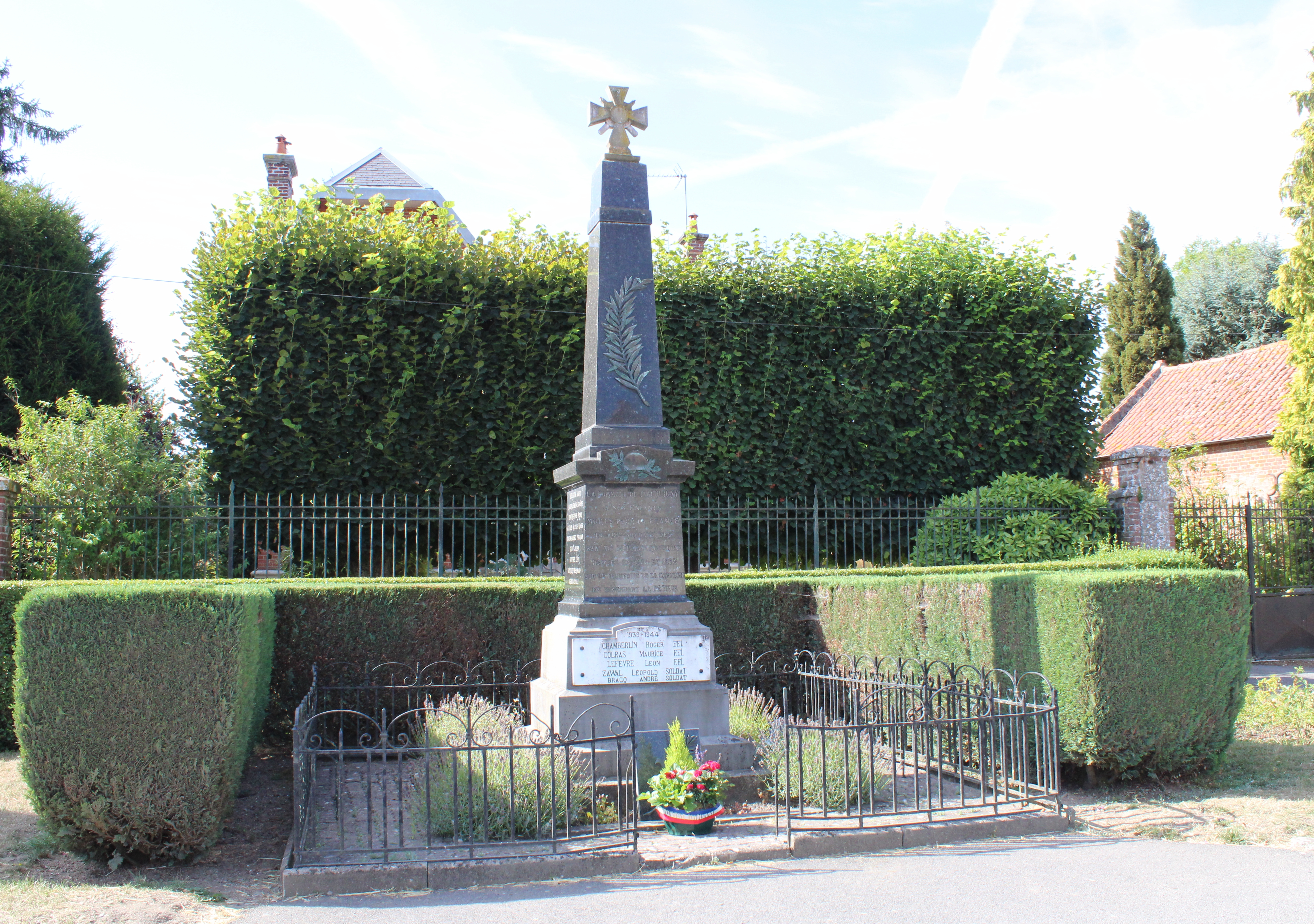
Le monument aux morts.

### Rattachements administratifs et électoraux
La commune se trouve dans l'arrondissement de Vervins du département de l'Aisne. Pour l'élection des députés, elle fait partie depuis 1958 de la troisième circonscription de l'Aisne.
Elle fait partie depuis 1793 du canton de Guise. Dans le cadre du redécoupage cantonal de 2014 en France, ce canton, dont la commune est toujours membre, est modifié, passant de 19 à 45 communes.

### Intercommunalité
La commune faisait partie de la communauté de communes de la Région de Guise, créée fin 1993.
Dans le cadre des dispositions de la loi portant nouvelle organisation territoriale de la République du 7 août 2015, qui prévoit que les établissements publics de coopération intercommunale (EPCI) à fiscalité propre doivent avoir un minimum de 15 000 habitants, celle-ci fusionne avec la  communauté de communes de la Thiérache d'Aumale pour former, le 1er janvier 2017, la communauté de communes Thiérache Sambre et Oise dont la commune est désormais membre.

### Liste des maires
| Période                                  | Période                       | Identité     | Étiquette | Qualité                                  |
| ---------------------------------------- | ----------------------------- | ------------ | --------- | ---------------------------------------- |
| Les données manquantes sont à compléter. |                               |              |           |                                          |
| mars 2001                                | mai 2020                      | Pierre Pasek | DVG       | Retraité Réélu pour le mandat 2014-2020, |
| mai 2020                                 | En cours (au 13 juillet 2020) | Marc Ratte   |           |                                          |

## Démographie
L'évolution du nombre d'habitants est connue à travers les recensements de la population effectués dans la commune depuis 1793. Pour les communes de moins de 10 000 habitants, une enquête de recensement portant sur toute la population est réalisée tous les cinq ans, les populations de référence des années intermédiaires étant quant à elles estimées par interpolation ou extrapolation. Pour la commune, le premier recensement exhaustif entrant dans le cadre du nouveau dispositif a été réalisé en 2005.

En 2022, la commune comptait 356 habitants, en évolution de −5,57 % par rapport à 2016 (Aisne : −1,97 %, France hors Mayotte : +2,11 %).
| 1793 | 1800 | 1806 | 1821 | 1831 | 1836 | 1841 | 1846 | 1851 |
| ---- | ---- | ---- | ---- | ---- | ---- | ---- | ---- | ---- |
| 529  | 548  | 597  | 669  | 800  | 856  | 890  | 906  | 914  |

| 1856 | 1861  | 1866  | 1872  | 1876 | 1881 | 1886 | 1891 | 1896 |
| ---- | ----- | ----- | ----- | ---- | ---- | ---- | ---- | ---- |
| 942  | 1 039 | 1 118 | 1 004 | 949  | 842  | 901  | 794  | 772  |

| 1901 | 1906 | 1911 | 1921 | 1926 | 1931 | 1936 | 1946 | 1954 |
| ---- | ---- | ---- | ---- | ---- | ---- | ---- | ---- | ---- |
| 711  | 740  | 713  | 686  | 632  | 567  | 549  | 525  | 509  |

| 1962 | 1968 | 1975 | 1982 | 1990 | 1999 | 2005 | 2006 | 2010 |
| ---- | ---- | ---- | ---- | ---- | ---- | ---- | ---- | ---- |
| 473  | 515  | 419  | 393  | 346  | 362  | 389  | 394  | 374  |

| 2015 | 2020 | 2022 | - | - | - | - | - | - |
| ---- | ---- | ---- | - | - | - | - | - | - |
| 381  | 361  | 356  | - | - | - | - | - | - |

## Économie
La commune a racheté en 2015 la boulangerie du village afin d'assurer son maintien.

## Culture locale et patrimoine

### Lieux et monuments

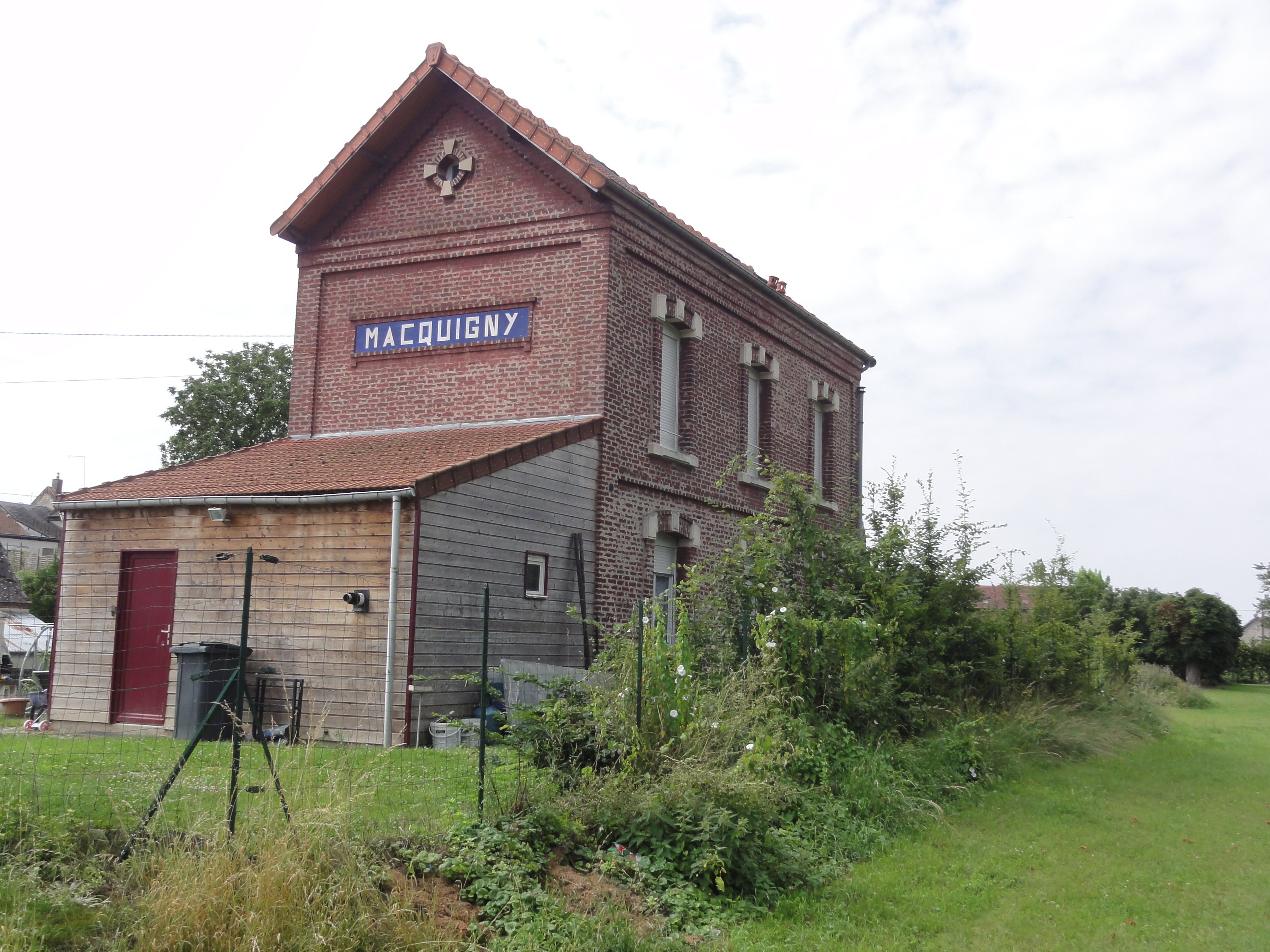
Ancienne gare.
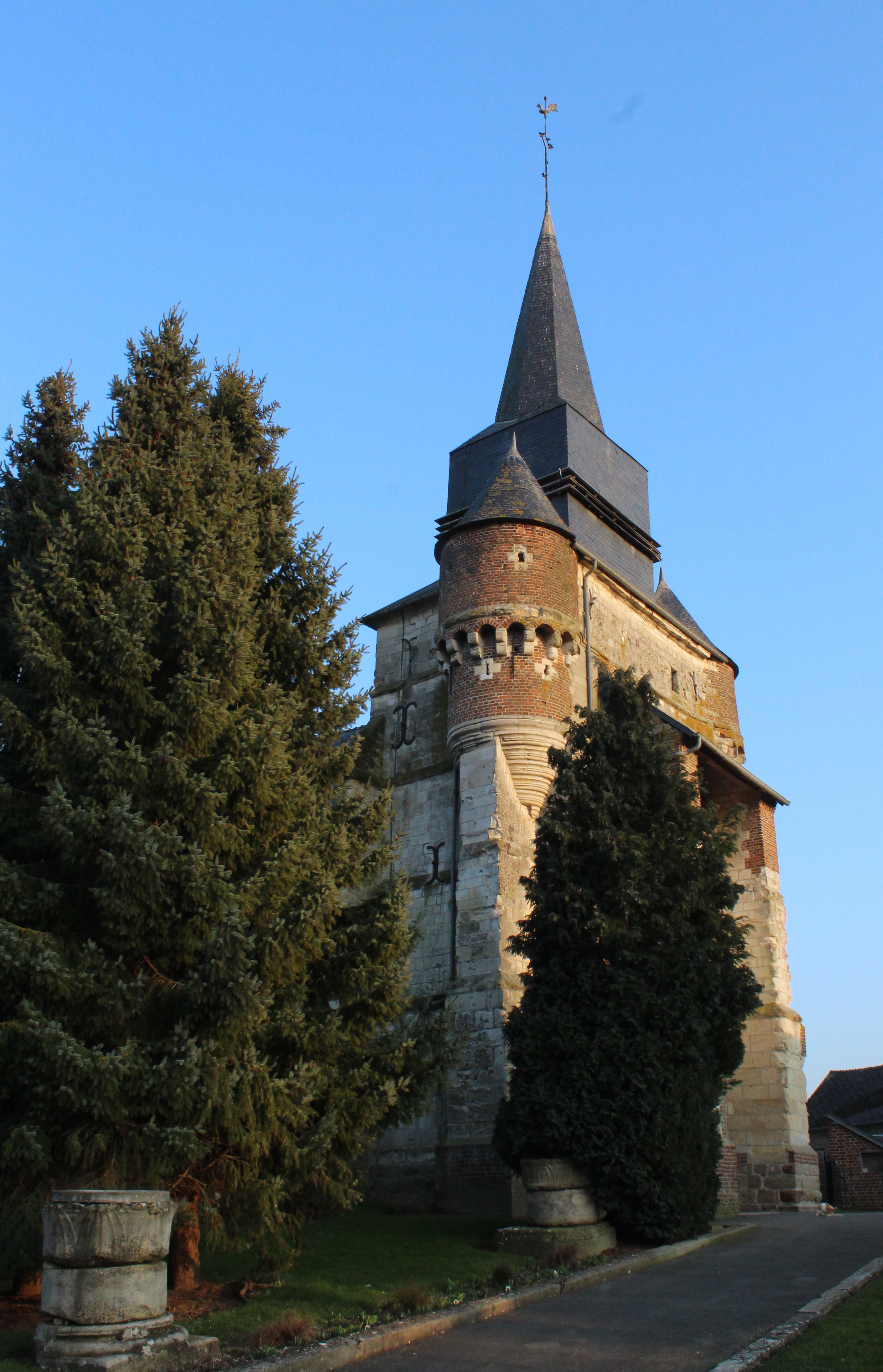
L'église fortifiée.
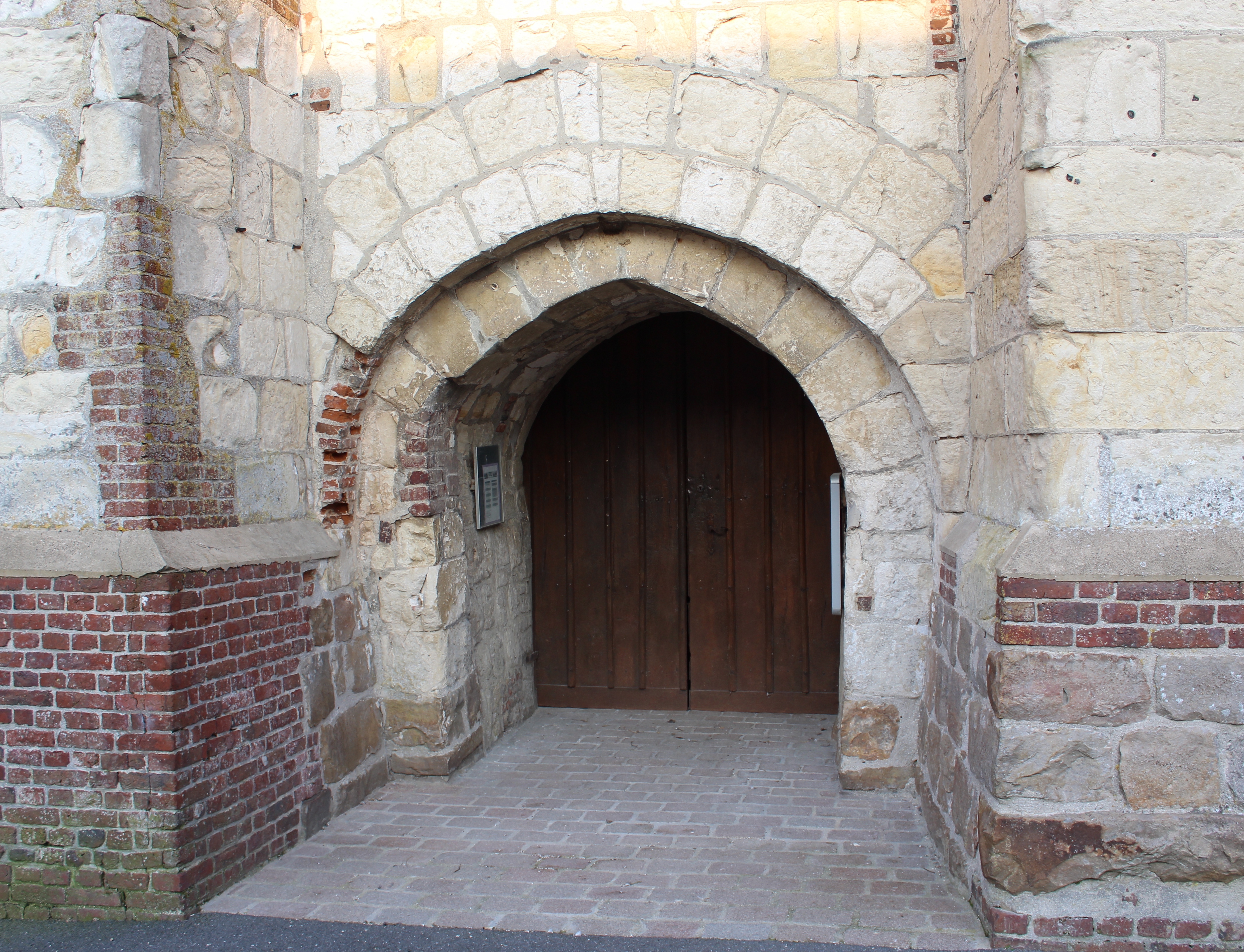
Porche de l'église.
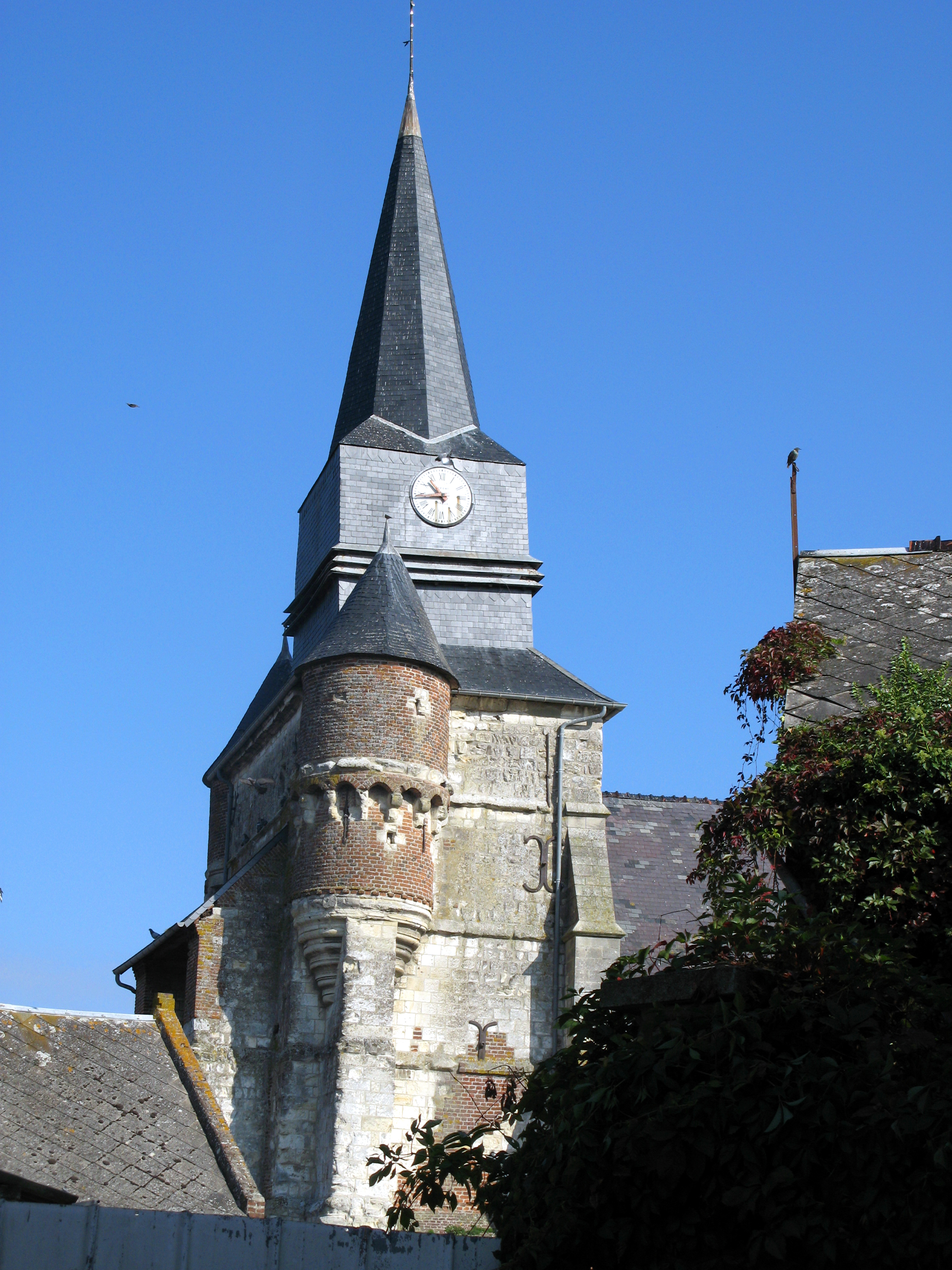
Clocher avec échauguette.
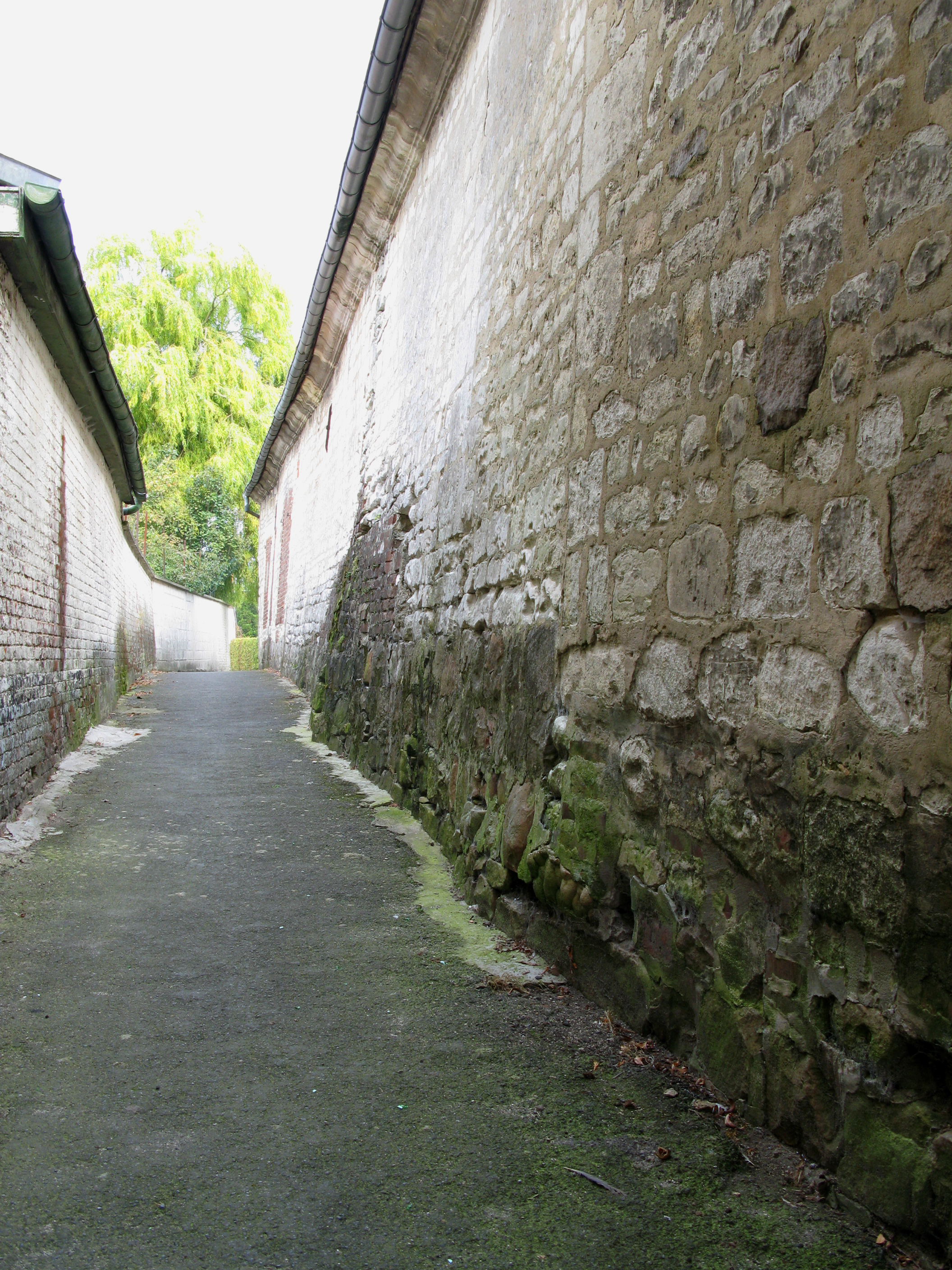
Ruelle faisant rempart derrière l'église.

- Ancienne gare de Macquigny.
- Croix de chemin : la croix, dressée au lieu-dit "Couvron", a été érigée en l'honneur de la Trinité par le desservant J. Sommeret et les paroissiens le 5 octobre 1862. Son haut support en calcaire blanc, inhabituel pour la région, réunit quatre colonnettes soutenues par un socle de section cruciforme[34].
- Église Saint-Martin : église fortifiée des XIIe, XVIe et XVIIIe siècle située aux confins de la Thiérache. Le clocher est équipé, à l'un de ses angles, d'une échauguette dont les deux cylindres superposés présentent un motif (quadrillage en losanges) de briques vernissées[35]. La topographie du centre du village ne permettant pas de fortification naturelle, la protection de l'église était assurée par un rempart de maisons espacées d'étroites ruelles.
- Monument aux morts, sur lequel sont inscrits 28 noms[36].

### Héraldique
| Blason de Macquigny | Blason  | Écartelé : aux 1er et 4e de gueules à une masse d'armes d'or, aux 2e et 3e burelé de vingt pièces d'argent et d'azur au lambel de gueules. Ornements extérieursCroix de guerre 1914-1918 |
| Blason de Macquigny | Détails | Le statut officiel du blason reste à déterminer. |